# Heinz Versteeg
Heinz Versteeg (24 maart 1939 – Rheinberg, 15 oktober 2009) was een Nederlands voetballer.

## Loopbaan
Versteeg werd geboren in Nederland en groeide na de Tweede Wereldoorlog op in Duisburg in West-Duitsland. Bij de plaatselijke Meidericher SV (het latere MSV Duisburg) doorliep hij de verschillende jeugdelftallen. Op 25 augustus 1957 maakte hij zijn debuut in het eerste elftal, dat uitkwam in de Oberliga West. In zijn eerste seizoen was de aanvaller nog geen vaste keuze. In februari 1958 scoorde hij tegen Wuppertaler SV zijn eerste doelpunt op het hoogste Duitse niveau. Vanaf seizoen 1958/59 had Versteeg een vaste basisplaats in het elftal van Meidericher.
Tussen 1957 en 1963 maakte Versteeg 55 doelpunten in 137 wedstrijden in de Oberliga. Met een derde plaats in seizoen 1962/63 kwalificeerde Meidericher SV zich voor de Bundesliga, die in 1963 van start ging. Het eerste seizoen, waarin Meidericher als tweede eindigde achter 1. FC Köln, was Versteeg nog een vaste keus in het elftal en speelde hij alle wedstrijden. Daarna kwam hij minder vaak binnen de lijnen. Tussen 1963 en 1966 speelde hij 62 competitieduels en scoorde hij dertien keer. In 1966 verkaste Versteeg naar Hamborn 07, dat eveneens uit Duisburg kwam en in de Regionalliga speelde, destijds de op een na hoogste klasse. In seizoen 1970/71 kwam hij uit voor amateurclub SV Orsoy uit Rheinberg, waarna hij zijn actieve voetballoopbaan beëindigde.

## Trivia
- Versteeg was bij de start van de Bundesliga in seizoen 1963/64 een van de slechts vier buitenlanders op het hoogste Duitse niveau. De andere drie waren de Joegoslaaf Petar Radenković (TSV 1860 München), de Nederlander Co Prins (1. FC Kaiserslautern) en de Oostenrijker Wilhelm Huberts (Eintracht Frankfurt).
- Mede omdat Versteeg nooit voor een Nederlandse club uitkwam, was hij in zijn geboorteland vrijwel onbekend.